# Sąd Okręgowy w Krośnie
Sąd Okręgowy w Krośnie – organ wymiaru sprawiedliwości z siedzibą przy ul. Sienkiewicza 12 w Krośnie. Przynależy do jurysdykcji Sądu Apelacyjnego w Rzeszowie.

## Status prawny
Sąd okręgowy jest państwową jednostką organizacyjną nieposiadającą osobowości prawnej. W polskim wymiarze sprawiedliwości jest zasadą, że w pierwszej instancji orzeka sąd rejonowy, natomiast sąd okręgowy orzeka jako sąd pierwszej instancji tylko w sprawach o zbrodnie i niektóre występki. Na wniosek sądu rejonowego sąd apelacyjny może przekazać sądowi okręgowemu do rozpoznania w I instancji sprawę o każde przestępstwo ze względu na szczególną wagę lub zawiłość tej sprawy.
Sąd Okręgowy stanowi element władzy sądowniczej sprawującej wymiar sprawiedliwości na podstawie Konstytucji RP. Sposób organizacji Sądu reguluje ustawa o ustroju sądów powszechnych, a także akty wykonawcze. 
Obszar właściwości:
- Sąd Rejonowy w Krośnie
- Sąd Rejonowy w Brzozowie
- Sąd Rejonowy w Jaśle
- Sąd Rejonowy w Lesku
- Sąd Rejonowy w Sanoku

## Struktury organizacyjne
Sądy okręgowe funkcjonują w strukturach sądów powszechnych, które rozstrzygają wszelkie sprawy z zakresu prawa karnego, cywilnego, rodzinnego i opiekuńczego oraz prawa pracy i ubezpieczeń społecznych, które nie są zastrzeżone dla innych sądów.
W Sądzie Okręgowym w Krośnie utworzono następujące wydziały:
- Wydział I Cywilny.
- Wydział II Karny.
- Wydział IV Pracy i Ubezpieczeń Społecznych.

## Historia
W wyniku reformy administracyjnej i utworzenia województwa krośnieńskiego, 1 stycznia 1976 roku na mocy rozporządzenia Ministra Sprawiedliwości utworzono Sąd Wojewódzki w Krośnie. 
W wyniku kolejnej reformy administracyjnej i utworzenia 
województwa podkarpackiego 1 stycznia 1999 roku zmieniono nazwę sądu na Sąd Okręgowy w Krośnie. 1 lipca 2001 roku do okręgu krośnieńskiego przyłączono okręg przemyski z sądami rejonowymi w Przemyślu, Jarosławiu, Przeworsku i Lubaczowie. 
1 maja 2005 roku z okręgu krośnieńskiego wyłączono teren działania odtworzonego Sądu Okręgowego w Przemyślu. 1 stycznia 2013 roku został zniesiony sąd rejonowy w Brzozowie i utworzony wydział zamiejscowy. 1 lipca 2015 roku został przywrócony sąd rejonowy w Brzozowie.
Prezesi Sądu:
1976–1990. Marian Nowak (Sąd Wojewódzki).
1990–1994. Zbigniew Śnigórski (Sąd Wojewódzki).
1994–1998. Jan Turek (Sąd Wojewódzki).
1998–2004. Grzegorz Gładysz (Sąd Wojewódzki, od 1999 Sąd Okręgowy).
2004–2010. Zbigniew Dziewulski.
2010–2012. Wojciech Węgrzyn.
2012–2018. Roman Jurczyk.
2018– nadal Janusz Kmiecik.